# Ридзево (Елцький повіт)
Ридзево (пол. Rydzewo, нім. Rydzewen, 1938-45: Schwarzberge) — село в Польщі, у гміні Елк Елцького повіту Вармінсько-Мазурського воєводства.
Населення — 2 особи (2011).
У 1975-1998 роках село належало до Сувальського воєводства.

## Демографія
Демографічна структура станом на 31 березня 2011 року:
|          | Загалом | Допрацездатний вік | Працездатний вік | Постпрацездатний вік |
| -------- | ------- | ------------------ | ---------------- | -------------------- |
| Чоловіки | 0       | 0                  | 0                | 0                    |
| Жінки    | 2       | 0                  | 2                | 0                    |
| Разом    | 2       | 0                  | 2                | 0                    |